# Per Tjernlund
Per Tjernlund (i riksdagen kallad Tjernlund i Västanbäck), född 26 mars 1822 i Hässjö församling, Västernorrlands län, död 2 december 1883 i Sundsvall, var en svensk hemmansägare och politiker.
Tjernlund var hemmansägare i Västanbäck i Medelpad. Han företrädde bondeståndet i Medelpads domsaga vid ståndsriksdagen 1865–1866 och var senare även ledamot av andra kammaren.